# 母亲 (小说)
《母亲》（意大利语：La madre）是意大利作家格拉齐亚·黛莱达的一部长篇小说。出版于1920年。

## 内容介绍
全书共分为十四章。一个撒丁岛上的偏僻农村，神父保尔爱上了村里的一个姑娘，但母亲为了让自己的儿子走上正轨，不至误入歧途，最终献出了生命。小说并没有太多的情节，也没有太多的冲突。全书的气氛始终是压抑的，充满了悲悯与死亡的气息。